# Neuvicq-le-Château
Neuvicq-le-Château è un comune francese di 416 abitanti situato nel dipartimento della Charente Marittima nella regione della Nuova Aquitania.

## Società

### Evoluzione demografica
Abitanti censiti